# Константинос Вавускас
Константинос Ан. Вавускас (на гръцки: Κωνσταντίνος Αν. Βαβούσκος) е гръцки юрист, историк и университетски преподавател, председател на Обществото за македонски изследвания.

## Биография
Роден е в Драма, но по произход е от Крушево. Учи в Юридическия факултет на Солунския университет, който завършва през 1947 година. Със стипендия на Обществото за македонски изследвания продължава следдипломното си обучение в Парижкия и Фрайбургския университет, Германия. В 1952 година става доктор по право в Парижкия университет. Става научен сътрудник на новосъздадения Институт за балкански изследвания (1953 – 1964) и юрист в Солун от 1955 година. От 1957 година е преподавател, а от 1969 година – професор по гражданско право в Юридическия факултет на Солунския университет, на който в периода 1974 – 1978 година е и декан. Член на Обществото за македонски изследвания от 50-те години, като е избран за първи път в Съвета на директорите в 1970 година и от 1976 до 2006 година е негов председател. Председател е и на Института за балкански изследвания и е избран за член-кореспондент на Атинската академия.
Автор е на редица правни изследвания. Същевременно активно се занимава с историята на Македония, така наречения „северен елинизъм“ – гъркоманията на север от днешната гръцка граница, и особено с Македонския въпрос.